# Peter Kristian Nicolaj Friderichsen
Peter Kristian Nicolaj Friderichsen ( 1853 - 1932 ) fue un farmacéutico, y botánico danés.

## Algunas publicaciones
- 1897. Beiträge zur kenntniss der Rubi corylifolii. Edición reimpresa. 29 pp.

- 1896. Ueber Rubus schummelii Weihe, eine weitverbreitete art. Edición reimpresa. 7 pp.

- 1887. Danmarks og Slesvigs Rubi. Con Otto Gelert. Edición reimpresa

- La abreviatura «Frid.» se emplea para indicar a Peter Kristian Nicolaj Friderichsen como autoridad en la descripción y clasificación científica de los vegetales.[1]

Posee 49 registros IPNI de identificaciones y nombramientos de nuevas especies de las rosáceas, publicando habitualmente en: G. Hegi, Illustr. Fl. Mitteleur.; Bot. Not.; Bot. Tidsskr.; Naturwiss. Ver. Hamburg, Sonderb.